# Рукомыш
Рукомыш (укр. Рукомиш) — село в Бучачской городской общине Чортковского района Тернопольской области Украини.
До 2020 года входило в Бучачский район.
Код КОАТУУ — 6121281006. Население по переписи 2001 года составляло 427 человек.

## Географическое положение
Село Рукомыш находится на правом берегу реки Стрыпа,
выше по течению на расстоянии в 0,5 км расположено село Зарывинцы,
ниже по течению на расстоянии в 2,5 км расположен город Бучач,
на противоположном берегу — село Звенигород.
Рядом проходит автомобильная дорога Н-18.

## История
- 1453 год — первое упоминание о селе.

## Объекты социальной сферы
- Школа I ст.
- Фельдшерско-акушерский пункт.